# Lindewitt
Lindewitt (tiếng Đan Mạch: Lindved) là một đô thị thuộc huyện Schleswig-Flensburg, trong bang Schleswig-Holstein, nước Đức. Đô thị Lindewitt có diện tích 53,27 km², dân số thời điểm 31 tháng 12 năm 2006 là 2063 người.